# Pempteurys sericans
Pempteurys sericans är en skalbaggsart som beskrevs av Bates 1885. Pempteurys sericans ingår i släktet Pempteurys och familjen långhorningar.
Artens utbredningsområde är Guatemala. Inga underarter finns listade i Catalogue of Life.